# 富勒斯 (紐約州)
富勒斯（英語：Fullers）是位於美國紐約州奧爾巴尼縣的非建制地區。

## 歷史
富勒斯的郵局於1897年設立，其後於1918年停運。

## 地理
富勒斯所處的海拔為高於海平面85米（即280英呎），而該地所採用的時區為UTC-5，即北美东部时区（EST）。同時該地設有夏令時間，為UTC-5調快一小時，即UTC-4（EDT）。